# Cryptocephalus bipunctatus
Espèce
Cryptocephalus bipunctatus, le cryptocéphale à deux points, est une espèce d'insectes coléoptères de la famille des Chrysomelidae qui se rencontre sur bouleaux, chênes, saules, aulnes, noisetiers, tilleuls, érables, aubépines, ronces... de mai à juillet.

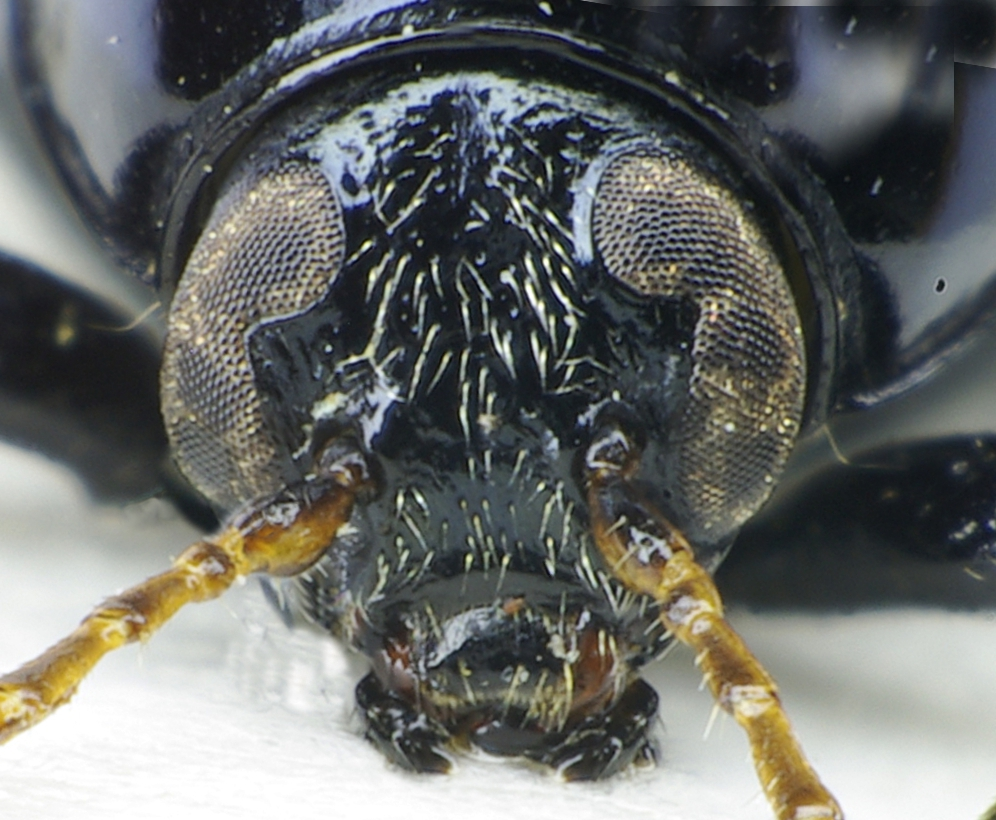
La tête vue de face.

## Description
Ce coléoptère est court et convexe. Il est noir et brillant pour la tête, le thorax et l'abdomen. Ses antennes et ses pattes sont noires.  Les quatre premiers articles de ses antennes sont jaunes par-dessous et noirs par-dessus. Le pronotum est lisse, large et convexe, les marges visibles d'au-dessus sont en entier. Les élytres sont rouge orangé, entièrement bordés de noir. Sur chacun, se trouvent une tache allongée sur le calus huméral et une grosse tache noire et arrondie en arrière du milieu, les stries nettement et régulièrement ponctuées, les interstries lisses et planes. Parfois, les deux taches de chaque élytre sont réunies et forment une bande longitudinale qui n'atteint ni la base ni l'apex (f. sanguinolentus).